# Buzunar
```
I.3 CLASIFICAREA BUZUNARELOR 

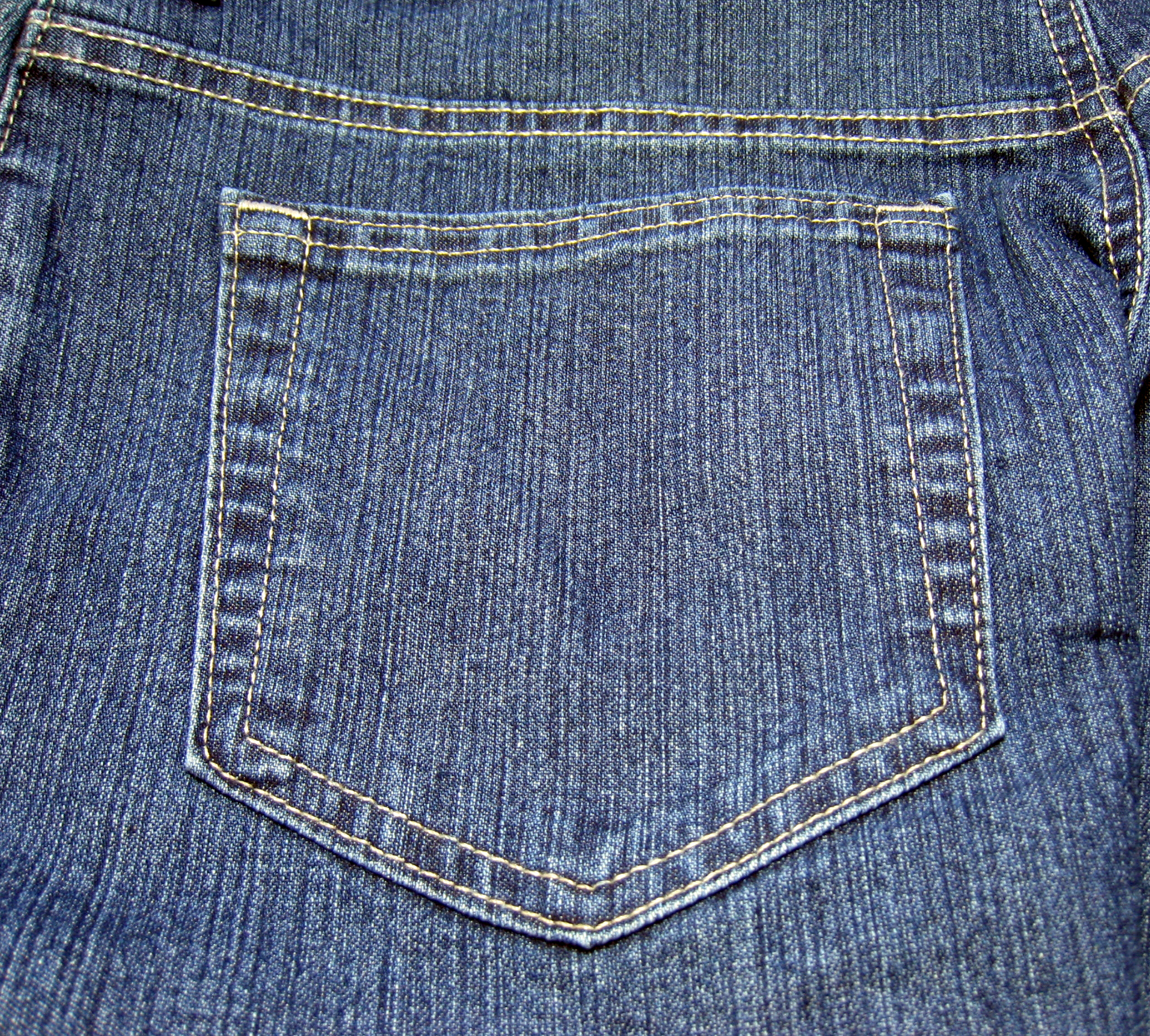
Un buzunar aflat pe spatele unor blugi

Buzunarul este piesa aplicată sau atașată la articolul de îmbrăcăminte care servește ca ornament sau pentru păstrarea obiectelor mărunte de ordin personal. Forma și prelucrarea buzunarului sunt determinate de modă și de destinația produsului de îmbrăcăminte la care se aplică. Buzunarele sunt detalii secundare ce se aplică la diferite confecții. În practică există diferite tipuri de buzunare ca: buzunare aplicate, buzunare interioare, buzunare cu căptușeală și buzunare pentru pantaloni, montate în față, în spate, în lateral sau pentru ceas.
```

MOD DE OBȚINERE A DESCHIDERII buzunarele se grupeaza astfel:
A – Buzunare aplicate                                                  
B – Buzunare laterale                                                          
C – Buzunare pe direcția unei cusături 
D – Buzunare tăiate cu leist sau cu refileți
```
[
1
]
```